# Archäologische Stätte Via San Cosimo
Die archäologische Stätte Via San Cosimo ist eine Ausgrabung, in der ein Teil der römischen Mauern von Verona und die Reste einer städtischen Villa neben ihnen gefunden wurden. Sie befindet sich in der Via San Cosimo 3 in Verona, in der Nähe der antiken Römischen Stadtmauern von Verona und unterhalb des Hofes des Instituts der Schwestern Töchter Jesu.
Zum Standort gehören ein Teil der Stadtmauer, die in der späten Republikzeit (zweite Hälfte des 1. Jahrhunderts v. Chr.) errichtet und später erweitert wurde, ein Wohnhaus (Domus) aus dem 1. Jahrhundert n. Chr. mit wertvollen Bodenbelägen sowie ein Abschnitt der zweiten Stadtmauer, die von Theoderich dem Großen zwischen dem Ende des 5. Jahrhunderts und dem ersten Viertel des 6. Jahrhunderts n. Chr. errichtet wurde. Dieser liegt an der Außenseite, etwa acht Meter von der spätrepublikanischen Mauer entfernt.

## Geschichte der Ausgrabung

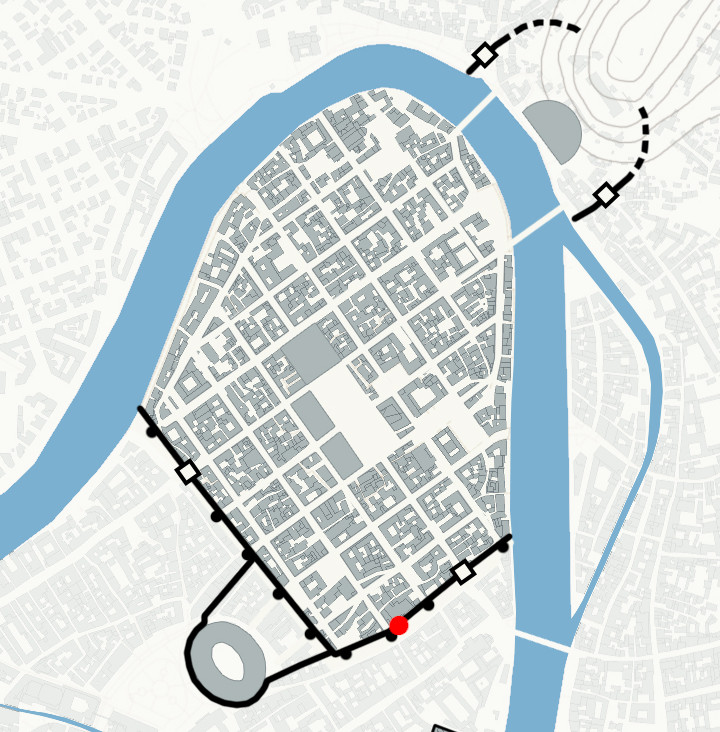
Lokalisation der archäologischen Stätte im Verona der Kaiserzeit

Die Stätte wurde 1971 während der Arbeiten zur Errichtung eines Wassertanks in dem Gebäude entdeckt, das die Schwestern der Kongregation Töchter Jesu in der Via San Cosimo 3 beherbergt. Die Ausgrabungen wurden von der damaligen Aufsichtsbehörde für Altertümer in Venedig durchgeführt, die sich auch um die Sicherung des Ortes kümmerte, um eine archäologische Zone zu schaffen. So wurde das Gebiet von San Cosimo zu einem der ersten städtischen archäologischen Gebiete.
Im Jahr 2020 wurde die Stätte einer gemeinnützigen Organisation (Archeonaute)  zur Verwaltung übergeben, die es, dank einer Neugestaltung, der Öffentlichkeit ermöglicht, sie zu besichtigen.

## Beschreibung

### Theodorische Stadtmauer
Der älteste Teil der Stätte besteht aus einem Abschnitt der antiken Römische Stadtmauern von Verona aus der republikanischen Zeit (genauer gesagt aus der zweiten Hälfte des 1. Jahrhunderts v. Chr.). Dieser Abschnitt umfasst einen Fundamentteil, der aus Kieselsteinen besteht und fast vier Meter dick ist, sowie einen Maueraufbau, der aus sehr großen Ziegelsteinen gefertigt und mit feiner Kalkmörtel verbunden wurde. An der Basis hat die Mauer eine Breite von 3,60 Meter, die sich in der Höhe durch einigen Absatz verjüngt: Die Front zur Landschaft hin erhob sich, nach einem Sockel von vier Ziegellagen und zwei anfänglichen Rücksprünge von zwei Lagen, mit einer regelmäßigen Reihe von Rücksprüngen, einer alle sechs Ziegellagen. Es wird angenommen, dass die ursprüngliche Höhe, berechnet bis zum Wehrgang, etwa acht Meter betrug.
In diesem Abschnitt der Mauer ist auch die Basis eines Verteidigungsturms sichtbar, der nach dem Bau der ursprünglichen Mauer hinzugefügt wurde und wahrscheinlich Kaiser Gallienus (3. Jahrhundert n. Chr.) zugeschrieben werden kann. Der Turm hat Abmessungen von 5,50 Metern in der Breite und 3,50 Metern in der Tiefe und wurde aus Spolie gebaut, die größtenteils ursprünglich Teil von Bestattungskontexten waren und mit erdigem Mörtel verbunden wurden. Um die defensiven Fähigkeiten an der Frontseite zu erhöhen, wurde dem Turm später ein dreieckiger Zwinger hinzugefügt, der ebenfalls teilweise sichtbar ist.

### Republikanische Stadtmauer

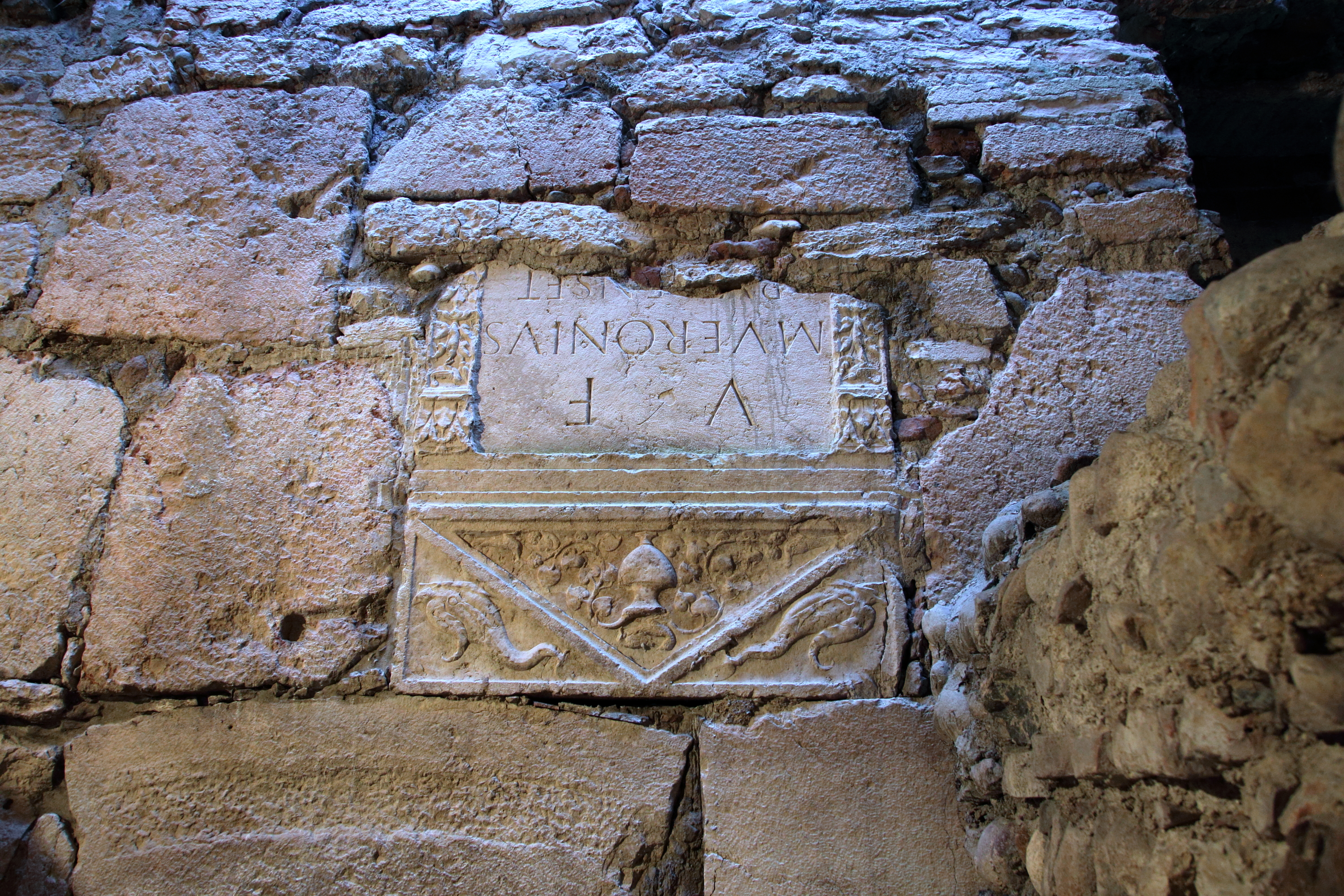
Mauern von Theoderich, bei denen die Spolie (Grabstein verkehrt herum angebracht) zu erkennen sind.

Nach dem Untergang des Römischen Reiches und unter der Herrschaft von Theoderich dem Großen in der zweiten Hälfte des 5. Jahrhunderts wurde der ursprünglichen Stadtmauer eine weitere Mauer hinzugefügt, die genau dem Verlauf der vorherigen Verteidigung folgt. Diese neue Mauer lag etwa zehn Meter weiter im Inneren und erhielt in diesem Moment eine militärische Funktion, indem sie sich mit den neuen theodorischen Mauern verband, die fast doppelt so hoch waren wie die römischen Mauern und eine Höhe von 13,65 Metern erreichten. Im archäologischen Gebiet der Via San Cosimo ist ein Abschnitt dieser Mauer sichtbar, der an dieser Stelle acht Meter von der ursprünglichen Mauer entfernt verläuft und in der Höhe bis zu etwa zehn Meter erhalten geblieben ist.
Diese Mauer aus der romano-germanischen Zeit wurde größtenteils unter Verwendung von wiederverwendeten Materialien errichtet, die sowohl aus Grabmonumenten als auch aus dem Abbruch des äußeren Rings des nahegelegenen römischen Arena von Verona stammten, aus dem quadratische Kalkstein Blöcke gewonnen wurden.
Eine Studie aus dem Jahr 2022 hebt die Komplexität der verschiedenen Bauphasen hervor und erkennt ein organisches System in der Errichtung der Arbeiten in unmittelbarer Nähe der republikanischen Mauer, nämlich des Turms und des Zwingers, sowie der Errichtung der zweiten Stadtmauer. Die Analyse bestimmter struktureller Elemente scheint tatsächlich darauf hinzudeuten, dass sie eine verbindende Funktion zwischen den beiden Mauern hatten.

### Domus

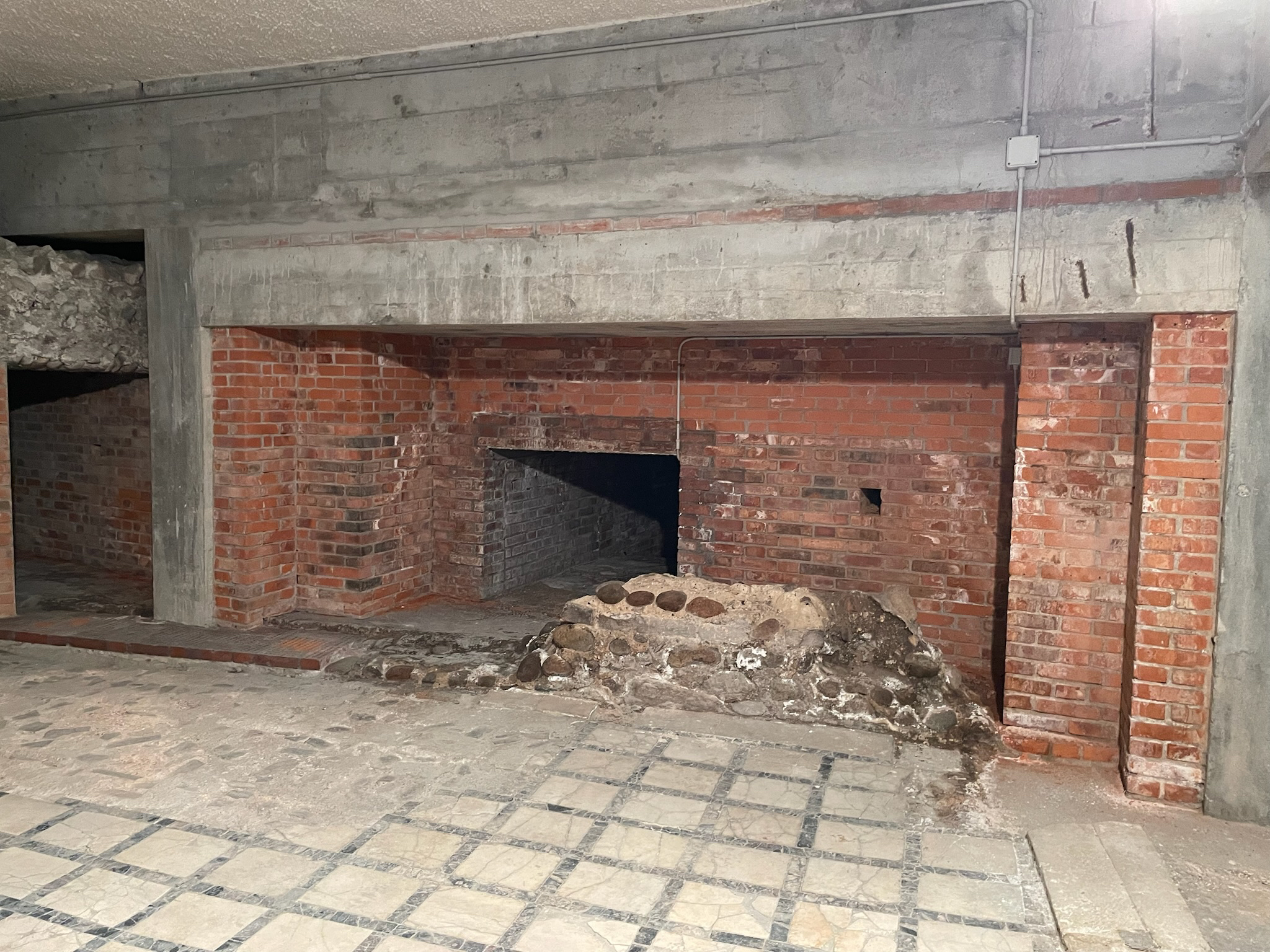
Boden der Domus in der Via San Cosimo

An der inneren Seite der spätrepublikanischen Mauer befinden sich die Überreste eines Domus aus dem 1. Jahrhundert. Diese Lage direkt an den Mauern zeigt, wie intensiv der städtische Raum der Stadt Verona genutzt wurde. Von diesem Gebäude sind hauptsächlich zwei Räume erkennbar, die durch enge Versorgungsräume getrennt sind und mit Mosaik- und Marmorböden (opus sectile) in geometrischen Mustern dekoriert sind. Die Versorgungsräume sind hingegen mit einem geglätteten Schotterboden ausgestattet, während der Bereich, der dem portikalen Innenhof entsprechen sollte, einen Boden aus Opus signinum aufweist, in dem weiße und schwarze Fliesen hervortreten.